# Biadigling Elias
Biadigling Elias (24 maggio 1988) è un calciatore etiope, Difensore del St. George e della Nazionale etiope.

## Carriera

### Club
Ha sempre giocato nel campionato etiope.

### Nazionale
Ha partecipato alla Coppa d'Africa del 2013.

## Palmarès

### Club

#### Competizioni nazionali
- Campionato etiope: 1

Saint-George: 2013-2014